# 크로스 (2024년 영화)
크로스(영어: Mission Cross)는 2024년 공개된 대한민국의 영화이다.

## 줄거리
아내에게 과거를 숨긴 채 베테랑 주부로 살아가는 전직 요원 ‘강무’(황정민 분)와 남편의 비밀을 오해한 강력범죄수사대 에이스 ‘미선’(염정아 분)이 거대한 사건에 함께 휘말리면서 벌어지는 이야기를 그린 오락 액션 영화

### 주연
- 황정민 : 박강무 역
- 염정아 : 강미선 역
- 전혜진 : 장희주 역
- 정만식 : 상웅 역
- 차래형 : 헌기 역
- 이호철 : 동수 역
- 김주헌 : 중산 역
- 김준한 : 금석 역

### 조연
- 옥자연 : 선우 역
- 이황의 : 백발남자 역
- 김병옥 : 이고안 역
- 김규백 : 이고동 역
- 정의갑 : 강력2팀 계장 역
- 류성현 : 안보사령관 역
- 윤대열 : 마창기 역
- 박소리 : 인솔 선생님 역
- 이가경 : 동혁 모 역
- 천재홍 : 사복군인 역

### 단역
- 한우열 : 사내 1 역
- 박태산 : 사내 2 역
- 이창준 : 사내 3 역
- 채성원 : 사내 4 역
- 이건구 : 사내 5 역
- 고태진 : 사내 9 역
- 이충구 : 부하 1 역
- 백승엽 : 부하 2 역
- 김하람 : 부하 3 역
- 이승창 : 부하 4 역
- 이한종 : 부하 6 역
- 이세호 : 강력2팀 형사 1 역
- 이혜원 : 강력2팀 형사 2 역
- 권다솔 : 강력2팀 형사 4 역
- 송치훈 : 순경 1 역
- 김윤배 : 순경 2 역
- 장의돈 : 공군참모 역
- 임진택 : 기업회장 1 역
- 김한솔 : 경비 1 역
- 박지홍 : 경비 2 역
- 양희명 : 목장갑 경비 역
- 현오봉 : 마창기 덩치부하 역
- 진모 : 마창기 부하 1 역
- 서문호 : 마창기 부하 2 역
- 정은성 : 기자 역
- 김동현 : 과일트럭 사장 역
- 김대우 : 정보사 요원 3 역
- 하정민 : 정보사 통신요원 1 역
- 강준석 : 정보사 통신요원 2 역
- 이해원 : 용병 1 역
- 장태민 : 용병 2 역
- 나현우 : 초소경비 역

### 우정출연
- 조나단 : 조나단 역

## 기타
- 공식 예고편이 공개되자, 일부 네티즌들은 본작이 해외 영화 미스터 & 미세스 스미스와 너무 비슷하지 않냐는 의문과 비판을 표하고 있다. 개봉후 트루 라이즈와 너무 비슷하다는 의견이 있다.